# Casa Bonaventura Baltà
La Casa Bonaventura Baltà és un edifici del centre de Terrassa, inclòs a l'Inventari del Patrimoni Arquitectònic de Catalunya.
És un edifici unifamiliar entre mitgeres, de planta rectangular, format per planta baixa i dos pisos. La façana, de composició simètrica, té dues obertures a cada pis. A la planta baixa hi ha la porta d'accés, situada a la banda dreta, i una finestra a l'esquerra. Al pis principal hi ha una balconada i al segon pis, dos balcons. La decoració del conjunt és senzilla, amb les línies sinuoses de les obertures, les cartel·les dels sotabancs i de la cornisa i les formes corbes de les baranes de ferro dels balcons. El parament es troba arrebossat imitant carreus. Tot el conjunt presenta ornaments d'acant i altres elements clàssics com gira-sols, rosers, pàmpols i tota una sèrie de detalls naturalistes, amb què s'afegeix als recursos utilitzats per altres arquitectes modernistes com Domènech i Montaner i Gaudí.

## Història
La Casa Bonaventura Baltà, inserida dins del conjunt unitari del carrer de Sant Antoni, va ser bastida l'any 1902 per l'arquitecte Lluís Muncunill i Parellada.